# Tuimalealiʻifano Vaʻaletoa Sualauvi II
Tuimalealiʻifano Vaʻaletoa Sualauvi II (ur. 29 kwietnia 1947) – samoański prawnik i polityk, w lipcu 2017 wybrany na stanowisko głowy państwa (O le Ao o le Malo).
Ukończył studia prawnicze na Australian National University (ANU) w Canberze i teologię w Bible School na Malua Theological College w Malua (Samoa). Pracował jako nauczyciel szkoły średniej, inspektor policji, obrońca z urzędu oraz adwokat przy Sądzie Najwyższym. Przez trzy lata pracował jako oficer policji w Nowej Zelandii. Był również świeckim kaznodzieją i starszym dziekanem dystryktu Aʻana Chrześcijańskiego Kościoła Kongregacjonalnego w Samoa.
W 1977 odziedziczył tytuł arystokratyczny Tuimalealiʻifano, zostając jednym z czterech „wielkich wodzów” (tama ʻaiga) Samoa.
W latach 1993–2001 i 2004–2017 członek Rady Zastępców (Council of Deputies), złożonego z maksymalnie trzech osób organu, którego członkowie w przypadku opróżnienia urzędu O le Ao o le Malo pełnią tymczasowo obowiązki głowy państwa.
5 lipca 2017 jednogłośnie wybrany na głowę państwa O le Ao o le Malo. Wcześniej bez powodzenia nieoficjalnie zabiegał o to stanowisko w 2007 i 2012 roku. Został zaprzysiężony 21 lipca 2017. 23 sierpnia 2022 roku Zgromadzenie Legislacyjne ponownie mianowało go głową państwa na drugą pięcioletnią kadencję.